# Port Hedland
Port Hedland är en ort i Australien. Den ligger i kommunen Port Hedland och delstaten Western Australia, omkring 1 300 kilometer norr om delstatshuvudstaden Perth.
Det finns inga andra samhällen i närheten. 
Omgivningarna runt Port Hedland är i huvudsak ett öppet busklandskap. Trakten runt Port Hedland är nära nog obefolkad, med mindre än två invånare per kvadratkilometer. Stäppklimat råder i trakten. Genomsnittlig årsnederbörd är 585 millimeter. Den regnigaste månaden är januari, med i genomsnitt 227 mm nederbörd, och den torraste är september, med 1 mm nederbörd.